# Rodatycze (gmina)
Rodatycze – dawna gmina wiejska w powiecie gródeckim województwa lwowskiego II Rzeczypospolitej. Siedzibą gminy były Rodatycze.
W 1928 roku naczelnik tymczasowego zarządu gminnego Rodatycze, rolnik Antoni Kaniak został odznaczony Brązowym Krzyżem Zasługi za „zasługi na polu samorządowym i przysposobienia Wojskowego”.
Gminę utworzono 1 sierpnia 1934 r. w ramach reformy na podstawie ustawy scaleniowej z dotychczasowych gmin wiejskich: Bar, Bratkowice, Dobrzany, Doliniany, Milatyn, Putiatycze, Rodatycze, Tuczapy, Wołczuchy i Zbadyń-Kuttenberg.
Pod okupacją niemiecką w Polsce (GG) gminę zniesiono, włączając ją do nowo utworzonej gminy Bratkowice.
Po II wojnie światowej obszar gminy znalazł się w ZSRR.